# UFC 217
UFC 217: Bisping vs. St-Pierre var en MMA-gala som arrangerades av Ultimate Fighting Championship och ägde rum 4 november 2017 i New York i USA. 

## Resultat
1. ↑  Titelmatch i mellanvikt.
2. ↑  Titelmatch i bantamvikt.
3. ↑  Titelmatch i stråvikt.